# Башня Азбуки

Башня Азбуки (груз. ანბანის კოშკი [Анбанис кошки]), больше известная как Алфавитная Башня — башня в высотой в 130 метров, находящаяся в городе Батуми, Грузия. По своей структуре башня похожа на структуру ДНК. На ней изображены буквы грузинского письма. Башня находится на северной стороне от морского побережья города, благодаря чему с неё открывается хороший вид на панораму города, а также на горы и Чёрное море. Над строительством башни работала испанская компания CMD Ingenieros, а главным архитектором был Альберто Доминго Кабо (который так же был архитектором здания грузинского парламента в г. Кутаиси). Для строительства из президентского фонда и средств мэрии города выделили 65 млн. лари, однако понадобилось всего 64 миллиона. Само строительство началось 10 октября 2010 года, а завершилось в декабре 2011 года. На данный момент для обслуживания объекта ежегодно тратится около 60 000 лари.